# Kristýna Kolocová
Kristýna Kolocová (Nymburk, 1 de abril de 1988) é uma jogadora de vôlei de praia checa.

## Carreira
Nos Jogos Olímpicos de Verão de 2012 ela representou  seu país ao lado de Markéta Sluková finalizando na quinta posiçãoe obteve a medalhista de prata no Campeonato Mundial Universitário de Vôlei de Praia de 2010 sediado em Alanya.